# トルステン・フリンクス
トルステン・フリンクス（Torsten Frings, 1976年11月22日 - ）は西ドイツ・ノルトライン＝ヴェストファーレン州ヴュルゼレン出身の元サッカー選手。元ドイツ代表。現サッカー指導者。現役時代のポジションはミッドフィールダー（ボランチ）。

## 選手経歴

### 生い立ち
5歳の時に車にひかれ自転車から落ち、顔の左側に傷が残っている。

### クラブ
3部のアレマニア・アーヘンでプロとしてのキャリアを始め、1996年にヴェルダー・ブレーメンへ移籍すると才能を開花させ、翌シーズンには28試合に出場し2得点を挙げ、ドイツ中にその名を知らしめた。
ボルシア・ドルトムントを経て移籍したバイエルン・ミュンヘンではリーグ優勝も経験した。
しかし2005年の夏には「バイエルンの華やかな世界は自分の性格に合わない。再び静かな環境でサッカーに打ち込みたい。」と語り、同リーグの名門ヴェルダー・ブレーメンに復帰した。以降も同クラブ、そしてドイツA代表で活躍。2010-11シーズン終了後、ブレーメンでコーチ職への打診を受けたが、現役続行にこだわり、メジャーリーグサッカーのトロントFCへと移籍した。しかしブレーメン時代に傷めた腰の状態が悪化したため2013年2月26日に現役を引退した。

### 代表
ブレーメンでの最後の年には2002 FIFAワールドカップのメンバーにも選ばれ、7試合全てにフル出場し決勝進出の原動力となった。
ブラジルとの決勝戦では右ウイングバックとして出場した。当時はまだトレードマークである長髪ではなく、短髪だった。
2006 FIFAワールドカップではチームおよび中盤の要として活躍、特に初戦のコスタリカ戦ではドイツの勝利を決定的にする豪快なミドルシュートを決める。ミドルシュートでのゴールが多かった同大会において、フリンクスのシュートは同大会の印象的なゴールとなった。しかし、準々決勝の対アルゼンチン戦終了後、アルゼンチン代表FWフリオ・クルスを殴ったとして準決勝（対イタリア戦）には出場停止処分となった。準決勝ではイタリア相手に敗退、フリンクスの欠場が大きな痛手となってしまった。

## 監督経歴
2016年12月27日、SVダルムシュタット98の監督に就任した。2017年12月8日、チームは11試合勝ちがなく降格圏に沈み解任された。

## エピソード
- ブレーメンに入団当初はアマチュアでFWだった。アマチュア時代の監督は『ジャンプ力がないんじゃFW向きではない。しかしスタミナだけは凄い。いくら走っても疲れないようだ。それにゲーム全体を見通す能力にも長けている』と判断してMFにコンバートした。このアマチュア時代の監督がトーマス・シャーフである。
- 気さくな人物としても知られており、自宅を不意に訪れた子供たちと一緒になって公園でボールを蹴るほど。
- 愛称の「ルッチャー」は、フリンクスのデビュー当時ヴェルダー・ブレーメンに所属していたアンドレアス・ヘルツォークが名づけた。

## 代表歴

### 出場大会
- ドイツ代表
  - 2002 FIFAワールドカップ
  - 2006 FIFAワールドカップ

### 試合数
- 国際Aマッチ 79試合 10得点（2001年-2009年）[3]

| ドイツ代表 | 国際Aマッチ | 国際Aマッチ |
| 年         | 出場        | 得点        |
| ---------- | ----------- | ----------- |
| 2001       | 2           | 0           |
| 2002       | 17          | 2           |
| 2003       | 4           | 0           |
| 2004       | 12          | 2           |
| 2005       | 13          | 2           |
| 2006       | 16          | 2           |
| 2007       | 6           | 2           |
| 2008       | 8           | 0           |
| 2009       | 1           | 0           |
| 通算       | 79          | 10          |

## タイトル

### クラブ
ヴェルダー・ブレーメン
- DFBポカール：2回 (1998-99, 2008-09)
- DFBリーガポカール：1回 (2006)

バイエルン・ミュンヘン
- ブンデスリーガ：1回 (2004-05)
- DFBポカール：1回 (2004-05)
- DFBリーガポカール：1回 (2004)

トロントFC
- カナディアン・チャンピオンシップ：1回 (2012)

## 監督成績
2017年12月9日現在
| クラブ               | 就任           | 退任          | 記録   | 記録 | 記録 | 記録 | 記録 | 記録 | 記録 | 記録   |
| クラブ               | 就任           | 退任          | 試合数 | 勝利 | 引分 | 敗北 | 得点 | 失点 | 点差 | 勝率   |
| -------------------- | -------------- | ------------- | ------ | ---- | ---- | ---- | ---- | ---- | ---- | ------ |
| SVダルムシュタット98 | 2016年12月27日 | 2017年12月9日 | 35     | 9    | 8    | 18   | 42   | 60   | −18  | 025.71 |
| 合計                 | 合計           | 合計          | 35     | 9    | 8    | 18   | 42   | 60   | −18  | 025.71 |